# Капча, Мици
Ми́ци Ге́йнор Ка́пча (англ. Mitzi Gaynor Kapture), в девичестве — До́нахью (англ. Donahue; род. 2 мая 1962, Йорба-Линда, Калифорния) — американская актриса и кинорежиссёр.

## Биография
Мици Гэйнор Донахью (девичья фамилия Капчи) родилась 2 мая 1962 года в Йорба-Линде (штат Калифорния, США).

## Карьера
Мици дебютировала в кино в 1987 году, сыграв роль Хелен Милшоу в фильме «Частная дорога: Посторонним вход воспрещён». Всего Капча сыграла в 21 фильме и телесериале.
В 1994—1995 Мици сняла два эпизода телесериала «Шёлковые сети», в котором она также играла роль сержанта Риты Ли Лэнс в 1991—1995 года.

## Личная жизнь
В 1982—2000-е года Мици была замужем за актёром Брэдли Капча. У бывших супругов есть две дочери — Мэдисон Капча (род.24.01.1996) и Эмерсон Капча.